# Hansi Kürsch

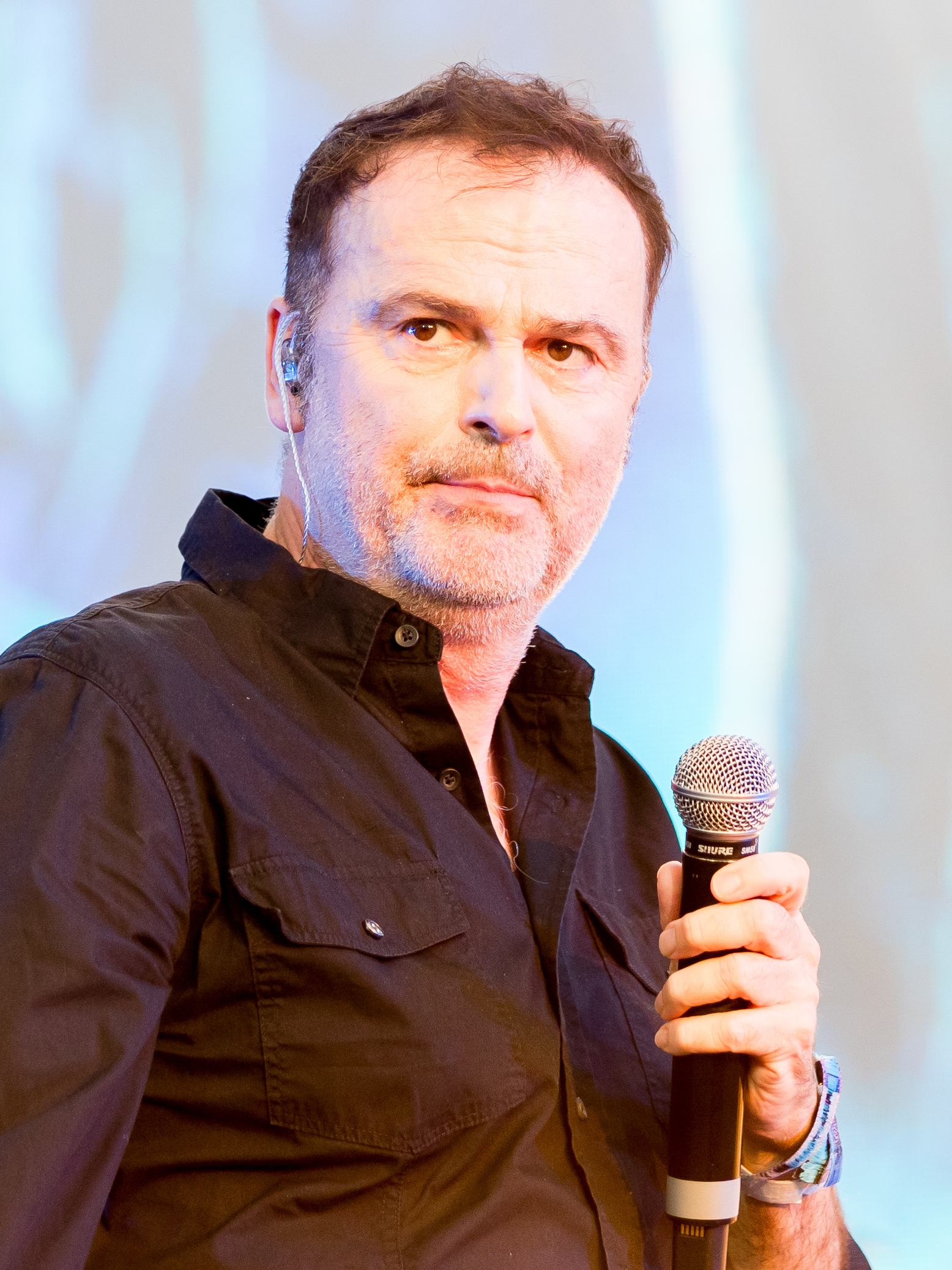
Hansi Kürsch (2024)

Hans Jürgen „Hansi“ Kürsch (* 10. August 1966 in Lank-Latum, heute Meerbusch) ist ein deutscher Sänger, Songwriter und ehemaliger Bassist. Er ist der Leadsänger der Metal-Band Blind Guardian, die er im Jahr 1984 mitgründete.

## Leben
Hansi Kürsch erlernte den Beruf eines Groß- und Außenhandelskaufmanns. Er wuchs in Linn, einem Stadtteil von Krefeld, zusammen mit seinen Eltern und drei Geschwistern auf und besuchte die lokale Höhere Handelsschule. Dort kam er auch das erste Mal mit J. R. R. Tolkiens Der Hobbit in Berührung, als ein Klassenkamerad es als Klassenlektüre vorschlug. Er ist verheiratet und hat zusammen mit seiner Frau einen Sohn.

## Karriere

### „Blind Guardian“-Frontmann

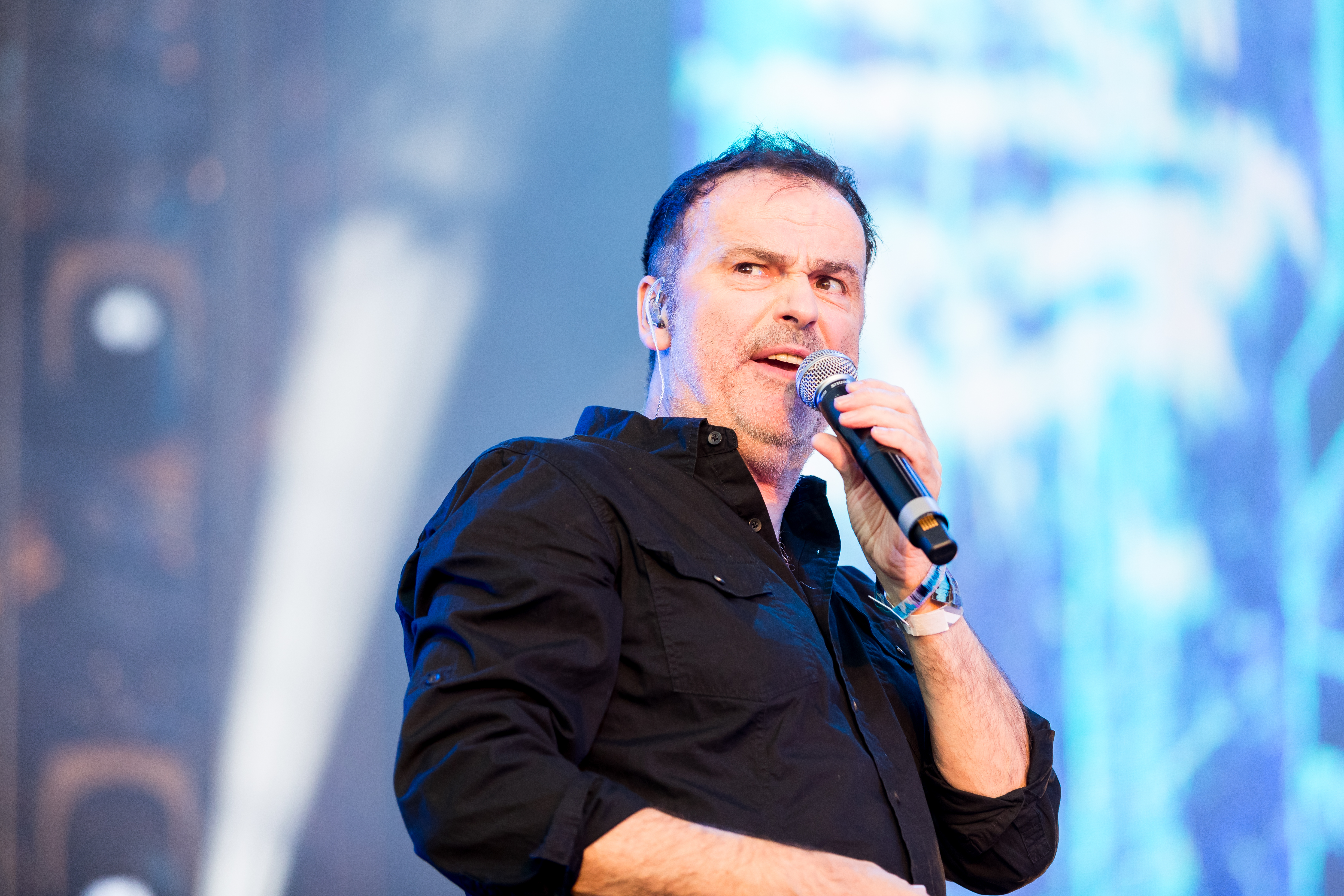
Hansi Kürsch (2024)

Als Sänger und Frontmann der Band Blind Guardian, die er zusammen mit André Olbrich und Thomen Stauch 1984 als „Lucifer’s Heritage“ gründete, trägt Kürsch einen großen Teil zu deren Erscheinungsbild bei. Unter den Fans ist der Sänger, nicht zuletzt wegen seines allgemein als unkompliziert und freundlich empfundenen Auftretens, sehr beliebt.
Zudem schreibt Kürsch die Texte der Band. Diese sind – bis auf die Ballade Harvest of Sorrow, die auch auf Italienisch, Französisch und Spanisch existiert – in englischer Sprache verfasst. Sie drehen sich weitläufig, jedoch nicht ausschließlich um Themen aus dem Fantasy- und Mythologie-Bereich. So handelt beispielsweise der Song The Soulforged vom Zauberer Raistlin aus den Dragonlance-Büchern oder das komplette 1998er Album Nightfall in Middle-Earth, das er selbst als sein Lieblingswerk bezeichnet, von Tolkiens Silmarillion.
Besonders das Studioalbum A Night at the Opera aus dem Jahre 2002 enthält viele Texte, deren Inhalt sich nicht lediglich in „Drachen-und-Helden-Sagen“ erschöpft, sondern auch biblische (Precious Jerusalem sowie Sadly Sings Destiny), philosophische (über Nietzsche in Punishment Divine) oder aktuelle Themen aufgreift (Wait for an Answer, beeinflusst von der Situation nach dem 11. September).
Anfangs übernahm er auch noch den Posten des E-Bassisten, den er jedoch 1996 aufgab, um sich ausschließlich auf den Gesang konzentrieren zu können. Bei Studioaufnahmen und Live-Auftritten wird das Quartett seit 2021 von Johan van Stratum (vorher Oliver Holzwarth, 1998–2012 und Barend Courbois, 2012–2021) unterstützt.

### „Demons & Wizards“ und Gastauftritte
Außerdem arbeitete Kürsch mit dem Gitarristen Jon Schaffer von der amerikanischen Metal-Band Iced Earth zusammen. Gemeinsam schufen sie das Projekt Demons & Wizards. Anfang Februar 2021 meldete das Magazin Rock Hard, dass Kürsch Schaffer und Century Media mitgeteilt habe, das Projekt mit sofortiger Wirkung zu verlassen. Rock Hard stellt dies in Zusammenhang damit, dass Schaffer am Sturm auf das Kapitol in Washington 2021 teilgenommen hatte.
Kürsch hat sich auch auf mehreren Alben als Gastmusiker betätigt. Dazu zählen unter anderem Gamma Rays Land of the Free, Edguys Vain Glory Opera und Out of control, Angras Temple of Shadows sowie Therions Deggial, Grave Diggers Excalibur (Background), Ayreons 01011001 und The Source, Neverlands (Projekt von Dreamtone und Iris Mavraki) Reversing Time, Van Cantos Hero, Iron Saviors For the World, Solar Fragments In Our Hands, Diamond Kobra The Arrival, The Arrows Lady Nite, Roter Stern von In Extremo, Unsung Prophets & Dead Messiahs von Orphaned Land und Moonglow von Avantasia.

## Gastauftritte, andere Arbeiten und Tributalben
Sofern nicht anders angegeben, wird der Hauptgesang bereitgestellt.
- Gamma Ray: Land of the Free – "Rebellion in Dreamland", "Farewell", "Land of the Free" (1995)
- Grave Digger: Tunes of War – Backing-Vocals auf allen Tracks (1996)
- Iron Savior: Iron Savior – "For the World" (1997)
- Nepal: Manifiesto  – "Besando La Tierra", "Estadio Chico" (1997)
- Edguy: Vain Glory Opera – "Out of Control", "Vain Glory Opera" (1998)
- Grave Digger: Excalibur – Backing-Vocals auf allen Tracks (1999)
- Therion: Deggial (2000) – "Flesh of the Gods" (2000)
- Rage: Unity – Backing-Vocals auf allen Tracks (2002)
- Angra: Temple of Shadows – "Winds of Destination" (2004)
- Nuclear Blast: Nuclear Blast All-Stars: Into the Light – "Slaves to the Desert" (2007)
- Aneurysm: Shades – "Reflection" (2007)
- Ayreon: 01011001 – dargestellt als Forever (dargestellt durch ein keltisches Kreuzsymbol) an "Age of Shadows", "Beneath the Waves", "Newborn Race", "The Fifth Extinction", "Unnatural Selection", "River of Time", "The Sixth Extinction" (2008)
- Dreamtone & Iris Mavraki's Neverland: Reversing Time – "To Lose the Sun" (2008)
- Azeroth – II – Backing-Vocals auf allen Tracks (2008)
- Van Canto: Hero – "Take to the Sky" (2008)
- The Arrow: Lady Nite – "Never Say Never" (2009)
- Rage: Strings to a Web Bonus DVD (Live at Wacken Open Air 2009) – "Set This World on Fire", "All I Want", "Invisible Horizons" (2010)
- Grave Digger: The Ballad of Mary – Rebellion 2010 (2011, EP)
- Grave Digger: The Clans Are Still Marching (2011) – "Rebellion (The Clans Are Marching)" (2011, Live-Album)
- Solar Fragment: In Our Hands – Inside the Circle (2011)
- Maegi: Skies Fall – "Those We've Left Behind" (2013)
- Heaven Shall Burn: Veto – "Valhalla" (2013)
- Iced Earth: Plagues of Babylon – "Among the Living Dead" (2014)
- The Unguided: Fragile Immortality – "Deathwalker" (2014)
- Disforia: The Age of Ether – "The Dying Firmament" (2014)
- Vexillum: Unum – "The Sentenced: Fire and Blood" (2015)
- Doro: Strong and Proud: 30 Years of Rock and Metal – "Rock Till Death", "All We Are" (2016, Live-Album)
- In Extremo: Quid Pro Quo – "Roter Stern" (2016)
- Hansen & Friends: XXX – Three Decades in Metal – "Follow the Sun" (2016)
- The Dwarves OST: "Children of the Smith" (2016)
- Ayreon: The Source – dargestellt "The Astronomer" an "The Day That the World Breaks Down", "Everybody Dies", "Star of Sirrah", "Run! Apocalypse! Run!", "Aquatic Race", "Into the Ocean", "Planet Y Is Alive!", "Journey to Forever", "The Human Compulsion" (2017)[4]
- Tarja: Feliz Navidad – "Feliz Navidad (Barbuda Relief and Recovery Charity version)" (2017, single)
- Orphaned Land: Unsung Prophets & Dead Messiahs – "Like Orpheus" (2018)
- Ayreon: Ayreon Universe – The Best of Ayreon Live – "River of Time", "Star of Sirrah", "Age of Shadows", "Everybody Dies", "The Eye of Ra" (2018, Live-Album)
- Judicator: The Last Emperor – "Spiritual Treason" (2018)
- ZiX: The Ascent of Madness – "Rise from your Ashes your Grave" (2018)
- Avantasia: Moonglow – "Book of Shallows", "The Raven Child" (2019)
- Diamond Kobra: The Arrival – Erzähler von Intro und Outro (2019)
- Hämatom: Maskenball – "I Want It All" (2019)
- Númenor: Draconian Age – "Make the Stand (At the Gates of Erebor)" (2021)
- Corvus Corax: Era Metallum – "Lá í mbealtaine" (2022)
- Stranger Vision: Wasteland – "Wasteland" (2022)
- Powerwolf: Missa Cantorem II – "Call of the Wild" (2022)
- Saltatio Mortis: Finsterwacht feat. Blind Guardian (2024, single)
- Ayreon: 01011001 - Live Beneath the Waves - "Age of Shadows", "Beneath the Waves", "Newborn Race", "The Fifth Extinction", "Unnatural Selection", "River of Time", "The Sixth Extinction", "The Day That the World Breaks Down" (2024, Live-Album)
- Saltatio Mortis: Darkenguard feat. Blind Guardian (2024, single)
- In Virtue: 70,000 Tons Of Metal (feat. Hansi Kursch, Nils Molin, Francesco Cavalieri, Michele Guaitoli, Lena Scissorhands, Kristin Starkey, Mikael Stanne, Rafael Bittencourt, Bruno Valverde, Ivan Giannini, 70k Survivors & Per Nilsson) (2024, single)
- InnerWish:  Sea of Lies (2024, single)

### Andere Arbeit
- Pillow Killz: The 3rd Prophecy (Demo) (1990) - (Produzent)
- Pillow Killz: Pillow Killz (Compilation) (1994) - (Produzent) (Tracks 1-4)

### Auftritte auf Tributalben
- Various Artists: A Tribute to Judas Priest: Legends of Metal Vol. 2 - "Beyond the Realms of Death" (Blind Guardian) (1996)
- Various Artists: Holy Dio (A Tribute To The Voice Of Metal: Ronnie James Dio) - "Don't Talk to Strangers" (Blind Guardian) (1999)

## Zitate
- „Wer sich die Lyrics von ‚A Night at the Opera‘ durchliest, sollte eigentlich zu dem Schluss kommen: Hey, da hat sich jemand Gedanken gemacht! Aber wer interessiert sich schon für gute Texte …“ (Hansi Kürsch in Rock Hard, Juli 2005)
- „Hansi ist der Freddie Mercury des Heavy Metal!“ (Jon Schaffer in Rock Hard, Juli 2005)